# Changing Lanes
Changing Lanes is een Amerikaanse thriller uit 2002, geregisseerd door Roger Michell. De hoofdrollen worden vertolkt door Ben Affleck en Samuel L. Jackson.

## Verhaal
Het wordt een slechte dag voor Gavin Banek (Ben Affleck) en Doyle Gibson (Samuel L. Jackson) wanneer ze betrokken raken bij een verkeersongeval in het stadscentrum. Banek is een succesvolle advocaat die naar de rechtbank moet om een zeer belangrijke volmacht te krijgen, aangezien hij het bedrijf van zijn schoonvader Stephen Delano (Sydney Pollack), het recht geeft om een stichting te leiden met een enorm kapitaal van miljoenen dollars. Omdat hij haast had, liet hij een blanco cheque achter aan Doyle voor de reparatie van zijn auto en haast zich naar de rechtbank. Het leven was ook niet goed voor Gavin want toen hij de genoemde volmacht overhandigde, vond hij die niet en ontdekte hij al snel dat hij hem op de plaats van het ongeval had achtergelaten. Vanaf dat moment voelt elk van hen zich meer en meer gekwetst en zullen ze er alles aan doen om de ander kwaad te doen in een hevig en snel gevecht.

## Rolverdeling
| Acteur               | Personage                 |
| -------------------- | ------------------------- |
| Ben Affleck          | Gavin Banek               |
| Samuel L. Jackson    | Doyle Gipson              |
| Kim Staunton         | Valerie Gipson            |
| Toni Collette        | Michelle                  |
| Sydney Pollack       | Stephen Delano            |
| Tina Sloan           | Mevrouw Delano            |
| Richard Jenkins      | Walter Arnell             |
| Akil Walker          | Stephen Gipson            |
| Cole Hawkins         | Danny Gipson              |
| Ileen Getz           | Ellen                     |
| Jennifer Dundas      | Mina Dunne                |
| Matt Malloy          | Ron Cabot                 |
| Amanda Peet          | Cynthia Delano Banek      |
| Myra Lucretia Taylor | Rechter Frances Abarbanel |
| Bruce Altman         | Terry Kaufman             |
| Joe Grifasi          | Rechter Cosell            |
| Kevin Sussman        | Tyler Cohen               |
| William Hurt         | Doyle's Sponsor           |
| John Benjamin Hickey | Carlyle                   |
| Dylan Baker          | Finch                     |
| Jordan Gelber        | Priester                  |
| Olga Merediz         | Mevrouw Miller            |
| Jayne Houdyshell     | Juffrouw Tetley           |

## Ontvangst
De beoordeling op de website Rotten Tomatoes geeft de film een goedkeuring rating van 77% op basis van 151 beoordelingen, met een gemiddelde score van 7/10. De consensus van de critici van de site luidt: "Hoewel sommigen de conclusie misschien onbevredigend vinden is Changing Lanes een gespannen, goed gemaakte verkenning van vlezige ethische dilemma's." Metacritic gaf de film een gewogen gemiddelde score van 69 van de 100, gebaseerd op 36 critici, verwijzend naar "over het algemeen gunstige recensies".

## Prijzen en nominaties
De belangrijkste:
| Jaar | Prijs              | Categorie                            | Genomineerde(n)   | Uitslag     |
| ---- | ------------------ | ------------------------------------ | ----------------- | ----------- |
| 2002 | Teen Choice Awards | Choice Movie Actor: Action Adventure | Ben Affleck       | Genomineerd |
| 2003 | Black Reel Award   | Beste acteur                         | Samuel L. Jackson | Genomineerd |
| 2003 | Black Reel Award   | Beste filmposter                     | Beste filmposter  | Genomineerd |